# Karen Young (Sängerin, 1946)
Karen Young (* 1. Januar 1946 in Sheffield, Yorkshire) ist eine britische Folk-Sängerin, die von der Gesangsgruppe The Bachelors entdeckt wurde. Zwischen 1966 und 1970 gab es diverse Single-Veröffentlichungen, von denen allerdings nur Nobody’s Child eine Hitparadennotierung erreichte. Das Lied stieg 1969 bis auf Position 6 der UK-Charts. Young trat bis 1974 in verschiedenen Clubs auf und verließ dann das Musikbusiness.

## Diskografie

### Alben
- 1969: Karen Young Sings Nobody’s Child and 13 other Great Songs

### Singles
- 1966: Me and My Mini Skirt
- 1968: Too Much of a Good Thing
- 1969: Allentown Jail
- 1969: Nobody’s Child
- 1970: My Elusive Dreams
- 1970: Que sera sera